# Mauro Bordon
Mauro Bordon (1914 - 1995) est un homme politique valdôtain, militant de la Démocratie chrétienne.

## Biographie
Après les élections régionales de la Vallée d'Aoste de 1968, il fut élu membre du Conseil de la Vallée d'Aoste, et en devint le président en 1969 après la démission, pour cause de maladie, de César Bionaz. Cependant, le 20 mars 1970, en raison de la scission des Démocrates populaires, il se retrouva en minorité et démissionna.

## Sources
- (ca) Cet article est partiellement ou en totalité issu de l’article de Wikipédia en catalan intitulé « Mauro Bordon » (voir la liste des auteurs).